# Emmanuel Bonne
Pour les articles homonymes, voir Bonne.
Emmanuel Bonne, né le 13 août 1970, est un diplomate de carrière français, conseiller diplomatique d'Emmanuel Macron depuis 2019.

## Biographie

### Jeunesse et études
Emmanuel Bonne est diplômé de l’Institut d'études politiques de Grenoble, section Service public. Il est titulaire d’un DEA de relations internationales préparé à l'Institut d'études politiques d'Aix-en-Provence. Il est alors chercheur associé au Centre d’études et de recherches sur le Moyen-Orient contemporain (CERMOC) à Beyrouth au Liban.

### Parcours professionnel
Il effectue son service national dans la coopération à Istanbul, il enseigne alors les sciences politiques à l'université de Marmara. En mars 2000, il est admis au concours d’accès au corps des conseillers des Affaires étrangères,.
De 2003 à 2006, il est conseiller à l’ambassade de France à Téhéran puis, jusqu'en 2009, il exerce à l'ambassade de Riyad. En 2009, il rejoint la mission permanente de la France auprès des Nations unies à New-York en tant que deuxième conseiller et ce jusqu'en 2012.
Après l'élection présidentielle française de 2012, Emmanuel Bonne rejoint le cabinet de François Hollande au sein de la cellule diplomatique. Il y suit plus particulièrement l'Afrique du Nord, le Moyen-Orient et les principales affaires en cours aux Nations unies.
Le 19 juin 2015, Emmanuel Bonne est nommé ambassadeur de France au Liban. Il prend ses fonctions le 14 août 2015. Après l'élection présidentielle française de 2017, Emmanuel Bonne est nommé directeur de cabinet du nouveau ministre de l’Europe et des Affaires étrangères, Jean-Yves Le Drian.
Emmanuel Bonne est nommé conseiller diplomatique d'Emmanuel Macron, président de la République, en mai 2019. Il succède ainsi à Philippe Étienne. Le 11 janvier 2025, le quotidien La Lettre révèle son départ du pôle diplomatique de l’Élysée. Toutefois, le quotidien Le Monde annonce le 30 janvier 2025 que le président de la République l'aurait convaincu de rester à son poste.

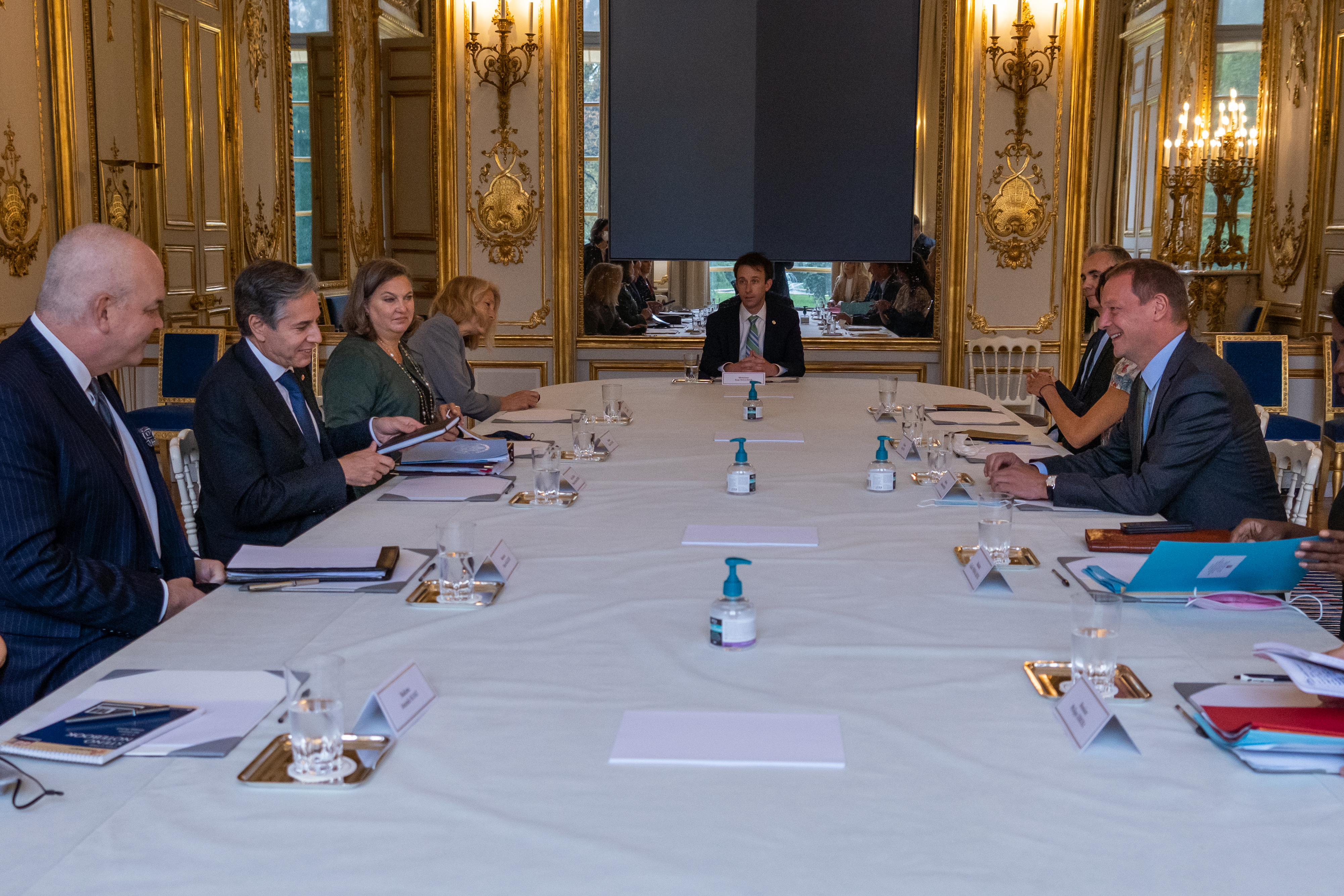
Emmanuel Bonne (à droite) face à Antony Blinken, secrétaire d'État américain, en 2021.
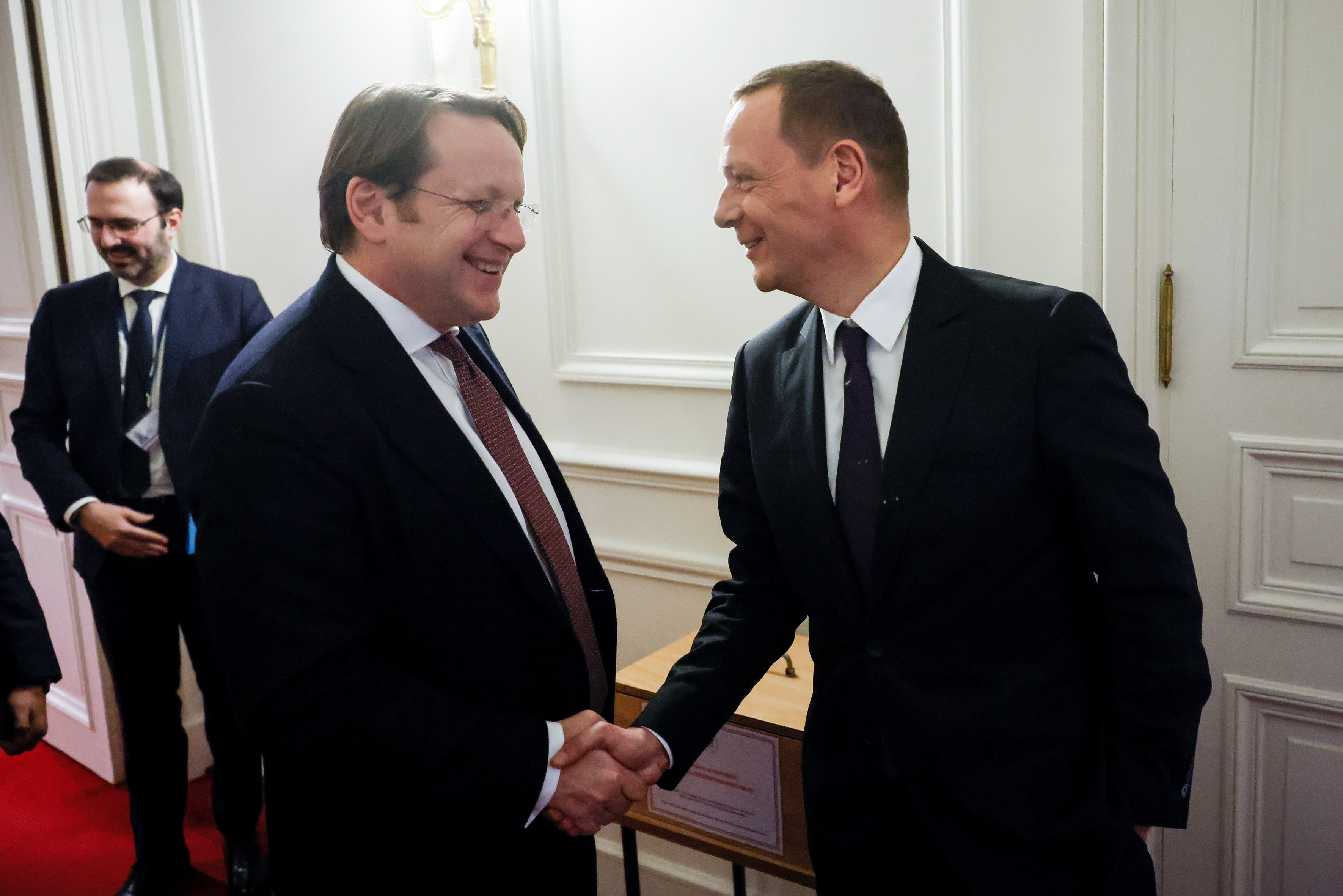
Emmanuel Bonne avec Olivér Várhelyi, commissaire européen, en 2023
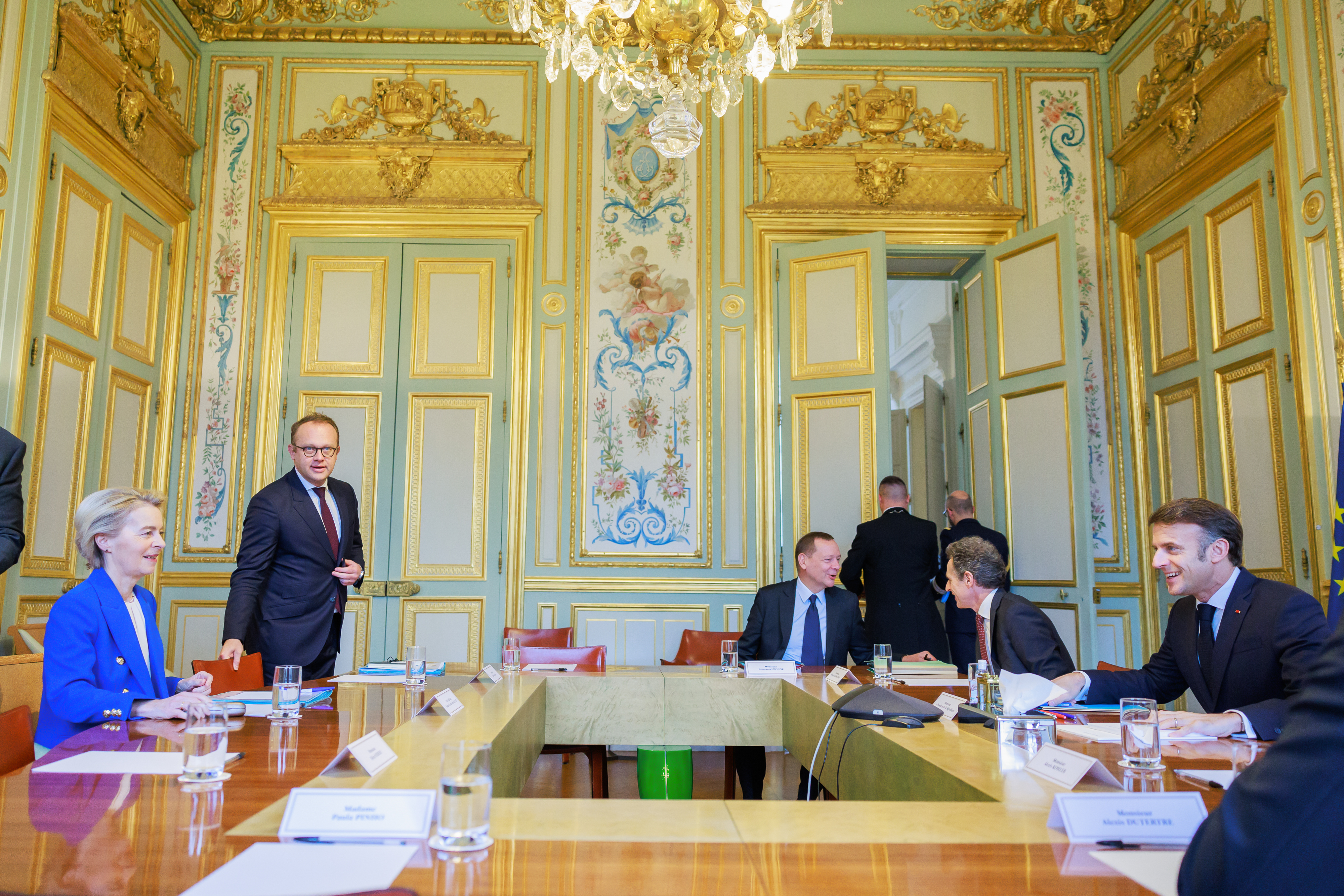
Emmanuel Bonne (au fond, à droite) lors d'une rencontre entre Emmanuel Macron et Ursula von der Leyen en 2025

## Décoration
- Officier de l'ordre du Mérite de la République italienne‎ (2021)[9]

## Publication
- Vie publique, patronage et clientèle. Rafic Hariri à Saïda, Éditeur : Institut de recherches et d’études sur le monde arabe et musulman, 1995.